# Trévol
Trévol est une commune française située dans le département de l'Allier, en région Auvergne-Rhône-Alpes.

## Géographie

### Localisation
Trévol est située au nord du département de l'Allier.
Ses communes limitrophes sont :
| Villeneuve-sur-Allier | Aurouër | Saint-Ennemond |
|                       | Trévol  | Gennetines     |
| Montilly              | Avermes |                |

### Climat
Pour des articles plus généraux, voir Climat d'Auvergne-Rhône-Alpes et Climat de l'Allier.
En 2010, le climat de la commune est de type climat océanique dégradé des plaines du Centre et du Nord, selon une étude du CNRS s'appuyant sur une série de données couvrant la période 1971-2000. En 2020, Météo-France publie une typologie des climats de la France métropolitaine dans laquelle la commune est exposée à un climat océanique altéré et est dans la région climatique Centre et contreforts nord du Massif Central, caractérisée par un air sec en été et un bon ensoleillement.
Pour la période 1971-2000, la température annuelle moyenne est de 11,5 °C, avec une amplitude thermique annuelle de 16,3 °C. Le cumul annuel moyen de précipitations est de 770 mm, avec 11,3 jours de précipitations en janvier et 7,6 jours en juillet. Pour la période 1991-2020, la température moyenne annuelle observée sur la station météorologique de Météo-France la plus proche, sur la commune d'Yzeure à 8 km à vol d'oiseau, est de 11,9 °C et le cumul annuel moyen de précipitations est de 795,7 mm,. Pour l'avenir, les paramètres climatiques de la commune estimés pour 2050 selon différents scénarios d'émission de gaz à effet de serre sont consultables sur un site dédié publié par Météo-France en novembre 2022.

## Urbanisme

### Typologie
Au 1er janvier 2024, Trévol est catégorisée commune rurale à habitat dispersé, selon la nouvelle grille communale de densité à 7 niveaux définie par l'Insee en 2022.
Elle est située hors unité urbaine. Par ailleurs la commune fait partie de l'aire d'attraction de Moulins, dont elle est une commune de la couronne,. Cette aire, qui regroupe 64 communes, est catégorisée dans les aires de 50 000 à moins de 200 000 habitants,.

### Occupation des sols

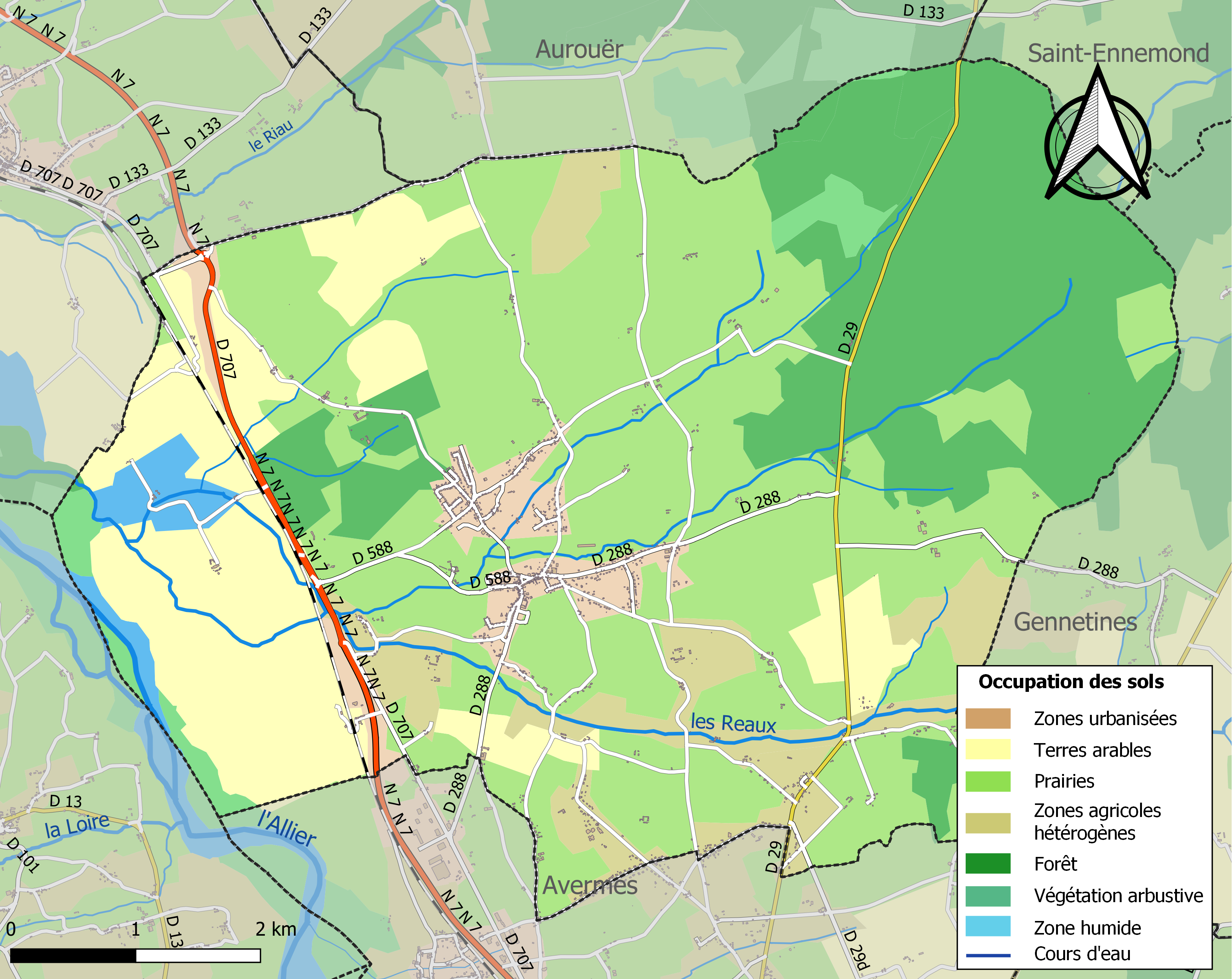
Carte des infrastructures et de l'occupation des sols de la commune en 2018 (CLC).

L'occupation des sols de la commune, telle qu'elle ressort de la base de données européenne d’occupation biophysique des sols Corine Land Cover (CLC), est marquée par l'importance des territoires agricoles (68,6 % en 2018), en diminution par rapport à 1990 (71 %). La répartition détaillée en 2018 est la suivante : prairies (44,2 %), forêts (23,4 %), terres arables (16,1 %), zones agricoles hétérogènes (8,4 %), zones urbanisées (3,3 %), milieux à végétation arbustive et/ou herbacée (1,8 %), eaux continentales (1,8 %), zones industrielles ou commerciales et réseaux de communication (1,1 %).
L'IGN met par ailleurs à disposition un outil en ligne permettant de comparer l'évolution dans le temps de l'occupation des sols de la commune (ou de territoires à des échelles différentes). Plusieurs époques sont accessibles sous forme de cartes ou photos aériennes : la carte de Cassini (XVIIIe siècle), la carte d'état-major (1820-1866) et la période actuelle (1950 à aujourd'hui).

### Voies de communication et transports
La commune est traversée à l'ouest par la route nationale 7, partiellement aménagée en voie express, et la route départementale 707, correspondant à l'ancien tracé de ladite nationale ; ainsi que par les routes départementales 29 (liaison de Moulins à Dornes), 288 et 588, ces deux dernières routes donnant accès au centre-ville.

## Histoire

### Antiquité
Durant l'Antiquité, le terroir de Trévol appartenait au peuple gaulois des Éduens. Sa limite à l'ouest formait la frontière avec les Bituriges dont les terres commençaient de l'autre côté de la rivière Allier.

### Les Hospitaliers
Le lieu-dit La Chapelle est une ancienne chapelle Saint-Jean de l'ordre de Saint-Jean de Jérusalem, membre de la commanderie de Beugnet au sein du grand prieuré d'Auvergne.

### Période moderne
Avant la Révolution de 1789, cinq grands fiefs composaient son territoire : Démoret, Avrilly, Les Nonettes, Mirebeau, Chamérande. Sous l'ancien régime (avant 1789), Trévol connaissait une certaine prospérité grâce à ses bois, ses moulins et également au relais de la poste de « la Perche », dont l'auberge était réputée et où le roi Louis XIV est descendu le 11 février 1692.
Le dirigeable militaire La République construit en 1908 s'est écrasé le 25 septembre 1909 près de l'entrée du château d'Avrilly. Les quatre membres de l'équipage sont morts dans l'accident. Un monument réalisé par Henri Bouchard commémore l'événement à Trévol.
Après la Seconde Guerre mondiale, l'industrie de la chaux retrouva un certain essor. Aujourd'hui, il n'existe plus de four à chaux. De ce nom, il ne reste qu'une rue.

## Politique et administration
| Période                                  | Période                      | Identité               | Étiquette | Qualité    |
| ---------------------------------------- | ---------------------------- | ---------------------- | --------- | ---------- |
| Les données manquantes sont à compléter. |                              |                        |           |            |
| mars 2001                                | mars 2008                    | Jean-Louis Lagnaud     |           |            |
| mars 2008                                | mars 2014                    | Gilles Tourret         |           |            |
| mars 2014                                | En cours (au 8 juillet 2020) | Marie-Thérèse Jacquard | PS        | Infirmière |

## Population et société

### Démographie
Les habitants de la commune sont appelés les Trévolois et les Trévoloises.
L'évolution du nombre d'habitants est connue à travers les recensements de la population effectués dans la commune depuis 1793. Pour les communes de moins de 10 000 habitants, une enquête de recensement portant sur toute la population est réalisée tous les cinq ans, les populations de référence des années intermédiaires étant quant à elles estimées par interpolation ou extrapolation. Pour la commune, le premier recensement exhaustif entrant dans le cadre du nouveau dispositif a été réalisé en 2006.

En 2022, la commune comptait 1 639 habitants, en évolution de +1,05 % par rapport à 2016 (Allier : −1,38 %, France hors Mayotte : +2,11 %).
| 1793 | 1800 | 1806 | 1821 | 1831 | 1836 | 1841 | 1846 | 1851  |
| ---- | ---- | ---- | ---- | ---- | ---- | ---- | ---- | ----- |
| 800  | 713  | 640  | 680  | 852  | 882  | 858  | 891  | 1 002 |

| 1856  | 1861  | 1866  | 1872  | 1876  | 1881  | 1886  | 1891  | 1896  |
| ----- | ----- | ----- | ----- | ----- | ----- | ----- | ----- | ----- |
| 1 122 | 1 088 | 1 125 | 1 178 | 1 211 | 1 251 | 1 228 | 1 230 | 1 202 |

| 1901  | 1906  | 1911  | 1921  | 1926 | 1931 | 1936 | 1946 | 1954 |
| ----- | ----- | ----- | ----- | ---- | ---- | ---- | ---- | ---- |
| 1 248 | 1 213 | 1 202 | 1 001 | 984  | 920  | 889  | 885  | 818  |

| 1962 | 1968 | 1975  | 1982  | 1990  | 1999  | 2006  | 2011  | 2016  |
| ---- | ---- | ----- | ----- | ----- | ----- | ----- | ----- | ----- |
| 847  | 812  | 1 004 | 1 255 | 1 405 | 1 366 | 1 564 | 1 654 | 1 622 |

| 2021  | 2022  | - | - | - | - | - | - | - |
| ----- | ----- | - | - | - | - | - | - | - |
| 1 636 | 1 639 | - | - | - | - | - | - | - |

## Culture locale et patrimoine

### Lieux et monuments

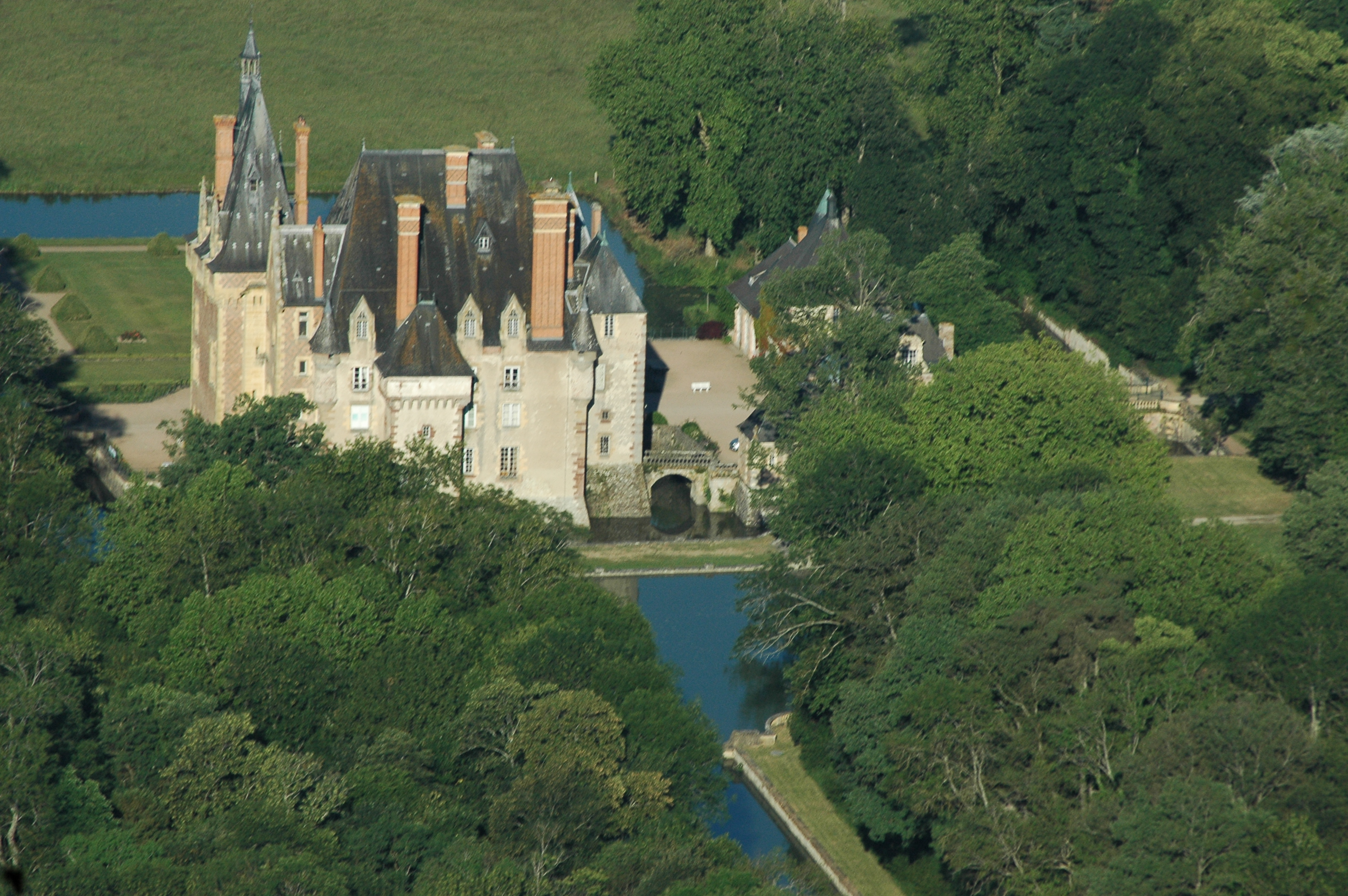
Le château d'Avrilly.

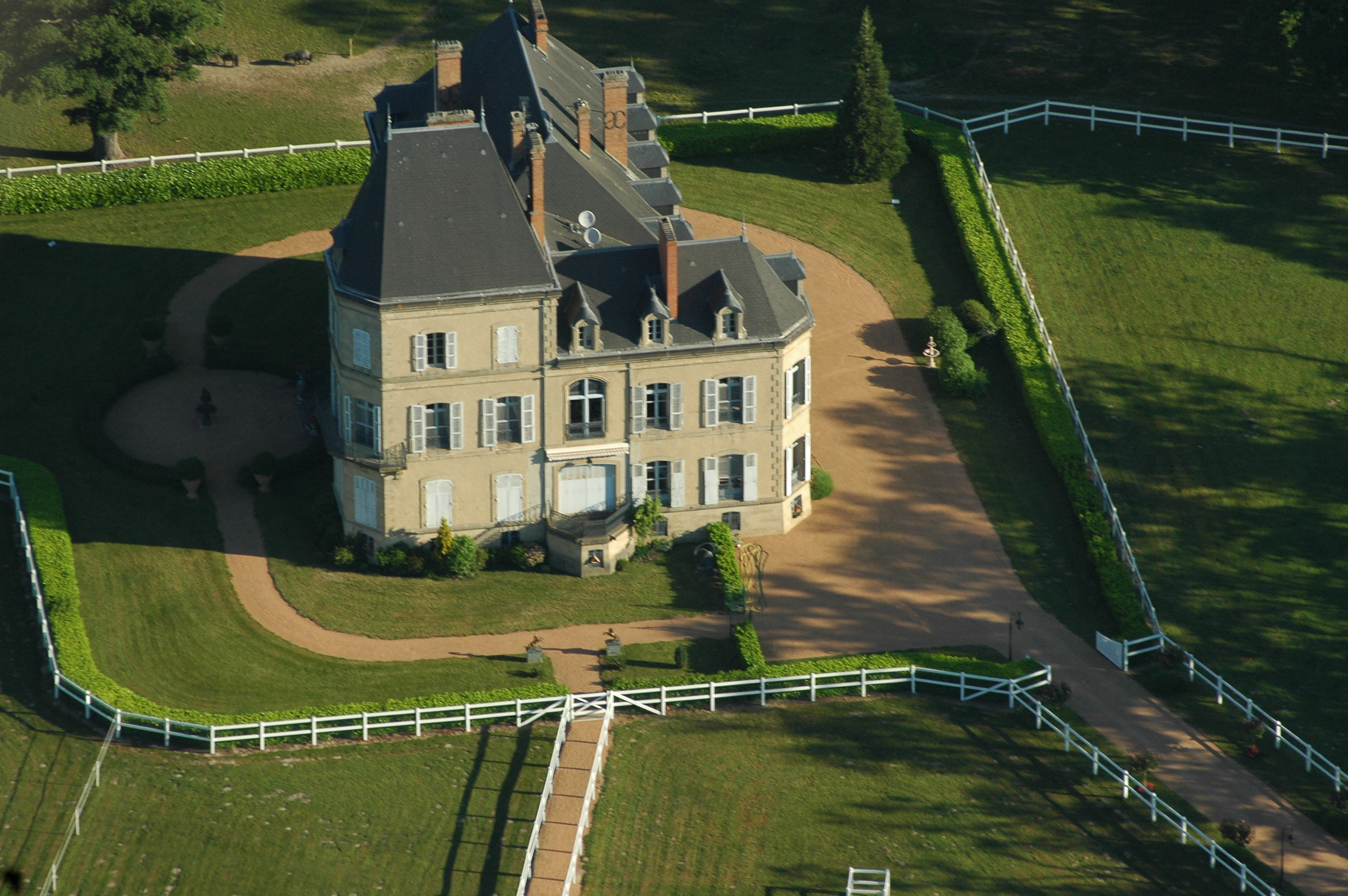
Le château des Bédaures.

- Un monument à la mémoire de quatre aéronautes, le capitaine Marchal, le lieutenant Chauré, les adjudants Vincenot et Réau, qui trouvèrent la mort le 25 septembre 1909 dans l'accident du dirigeable République. Dû au ciseau d'Henri Bouchard, ce monument, situé au bord de la route nationale 7 à proximité de l'entrée du château d'Avrilly, fut inauguré le 29 septembre 1923. Le 27 novembre 2009, à l'occasion du centenaire, une cérémonie commémorative eut lieu à cet endroit, rappelée par une plaque.
- Le château d'Avrilly date du XVe siècle et fut construit en style Renaissance. Il est inscrit au titre des Monuments historiques[22].
- Le château des Bédaures.
- Le château de Demoret.
- La maison de Demou.
- Le château de Mirebeau.
- L'église Saint-Pierre.

### Personnalités liées à la commune
- Simon de Coiffier de Moret (1764-1826), député de l'Allier, homme de lettres, propriétaire du château de Demoret.
- Léon Boyer (1883-1916), poète et instituteur à Trévol en 1909. Son nom est inscrit au Panthéon parmi les 560 écrivains morts au combat pendant la Première Guerre mondiale.

### Héraldique
|  | Les armes de la commune se blasonnent ainsi : De sinople à la tierce ondée d'argent, au pairle renversé d'or brochant, accompagné de trois glands du même. |